# Гарвіс-Лейк (Пенсільванія)
Гарвіс-Лейк (англ. Harveys Lake) — місто (англ. borough) в США, в окрузі Лузерн штату Пенсільванія. Населення — 2788 осіб (2020).

## Географія
Гарвіс-Лейк розташований за координатами 41°21′53″ пн. ш. 76°2′41″ зх. д. / 41.36472° пн. ш. 76.04472° зх. д. (41.364718, -76.044674).  За даними Бюро перепису населення США в 2010 році місто мало площу 15,99 км², з яких 13,36 км² — суходіл та 2,63 км² — водойми.

## Демографія
Згідно з переписом 2010 року, у селищі мешкала 2791 особа в 1215 домогосподарствах у складі 771 родини. Густота населення становила 175 осіб/км².  Було 1871 помешкання (117/км²).
Расовий склад населення:
| - 97,7 % — білих - 0,5 % — азіатів - 0,2 % — чорних або афроамериканців - 0,1 % — корінних американців |

До двох чи більше рас належало 1,4 %. Частка іспаномовних становила 0,6 % від усіх жителів.
За віковим діапазоном населення розподілялося таким чином: 17,4 % — особи молодші 18 років, 67,0 % — особи у віці 18—64 років, 15,6 % — особи у віці 65 років та старші. Медіана віку мешканця становила 45,7 року. На 100 осіб жіночої статі у селищі припадало 102,2 чоловіків;  на 100 жінок у віці від 18 років та старших — 102,5 чоловіків також старших 18 років.
Середній дохід на одне домашнє господарство  становив 74 471 долар США (медіана — 57 179), а середній дохід на одну сім'ю — 81 134 долари (медіана — 60 096). Медіана доходів становила 63 438 доларів для чоловіків та 52 705 доларів для жінок. За межею бідності перебувало 11,3 % осіб, у тому числі 18,3 % дітей у віці до 18 років та 0,0 % осіб у віці 65 років та старших.
Цивільне працевлаштоване населення становило 1360 осіб. Основні галузі зайнятості: освіта, охорона здоров'я та соціальна допомога — 26,7 %, роздрібна торгівля — 11,1 %, мистецтво, розваги та відпочинок — 10,4 %.